# Margarida Cruz
Margarida Maria de Lacerda Pereira da Cruz (* 1957) ist eine portugiesische Badmintonspielerin. 

## Karriere
Margarida Cruz siegte 1974 erstmals bei den nationalen Titelkämpfen in Portugal. Weitere fünfzehn Titelgewinne folgten bis 1988. Des Weiteren war sie zweimal bei den Portugal International erfolgreich und siebenmal bei den Spanish International.

## Sportliche Erfolge
| Saison | Veranstaltung                   | Disziplin   | Platz | Name                              |
| ------ | ------------------------------- | ----------- | ----- | --------------------------------- |
| 1974   | Portugal: Einzelmeisterschaften | Damendoppel | 1     | Margarida Cruz / Isabel Cruz      |
| 1975   | Spanish International           | Dameneinzel | 1     | Margarida Cruz                    |
| 1975   | Portugal: Einzelmeisterschaften | Damendoppel | 1     | Margarida Cruz / Isabel Cruz      |
| 1976   | Spanish International           | Dameneinzel | 1     | Margarida Cruz                    |
| 1978   | Spanish International           | Damendoppel | 1     | Margarida Cruz / Isabel Cruz      |
| 1978   | Portugal: Einzelmeisterschaften | Damendoppel | 1     | Margarida Cruz / Isabel Cruz      |
| 1978   | Spanish International           | Dameneinzel | 1     | Margarida Cruz                    |
| 1979   | Portugal: Einzelmeisterschaften | Dameneinzel | 1     | Margarida Cruz                    |
| 1980   | Spanish International           | Mixed       | 1     | Pedro V. Blach / Margarida Cruz   |
| 1980   | Portugal: Einzelmeisterschaften | Dameneinzel | 1     | Margarida Cruz                    |
| 1980   | Spanish International           | Dameneinzel | 1     | Margarida Cruz                    |
| 1980   | Spanish International           | Damendoppel | 1     | Margarida Cruz / Isabel Cruz      |
| 1981   | Portugal: Einzelmeisterschaften | Dameneinzel | 1     | Margarida Cruz                    |
| 1981   | Portugal: Einzelmeisterschaften | Damendoppel | 1     | Margerida Cruz / Isabel Crespo    |
| 1982   | Portugal: Einzelmeisterschaften | Dameneinzel | 1     | Margarida Cruz                    |
| 1982   | Portugal: Einzelmeisterschaften | Mixed       | 1     | Jorge Cruz / Margarida Cruz       |
| 1983   | Portugal: Einzelmeisterschaften | Mixed       | 1     | Jorge Cruz / Margarida Cruz       |
| 1983   | Portugal: Einzelmeisterschaften | Dameneinzel | 1     | Margarida Cruz                    |
| 1985   | Portugal: Einzelmeisterschaften | Damendoppel | 1     | Rosario Cavaco / Margarida Cruz   |
| 1986   | Portugal International          | Damendoppel | 1     | Margarida Cruz / Paula Sousa      |
| 1986   | Portugal International          | Mixed       | 1     | Kenny Middlemiss / Margarida Cruz |
| 1986   | Portugal: Einzelmeisterschaften | Dameneinzel | 1     | Margarida Cruz                    |
| 1986   | Portugal: Einzelmeisterschaften | Damendoppel | 1     | Paula Sousa / Margarida Cruz      |
| 1987   | Portugal: Einzelmeisterschaften | Dameneinzel | 1     | Margarida Cruz                    |
| 1988   | Portugal: Einzelmeisterschaften | Dameneinzel | 1     | Margarida Cruz                    |